# بوژگان
بوژگان (که بژگان، پوچکان و به صورت عربی‌شده بوزجان هم نوشته شده) نام یکی از شهرهای تاریخی در شهرستان تربت جام ایران است. این اثر در تاریخ ۲۳ مرداد ۱۳۷۸ با شمارهٔ ثبت ۲۳۶۲ به‌عنوان یکی از آثار ملی ایران به ثبت رسیده است.

## پیشینه

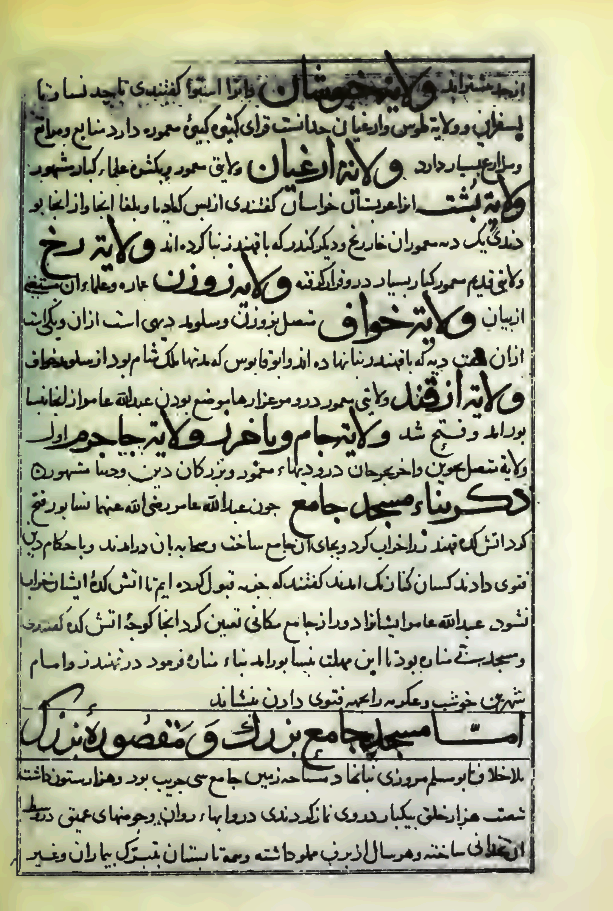
ولایت جام در میان ولایت‌های ربع نیشابور در صفحه‌ای از نسخه خطی ترجمه کتاب تاریخ نیشابور الحاکم.

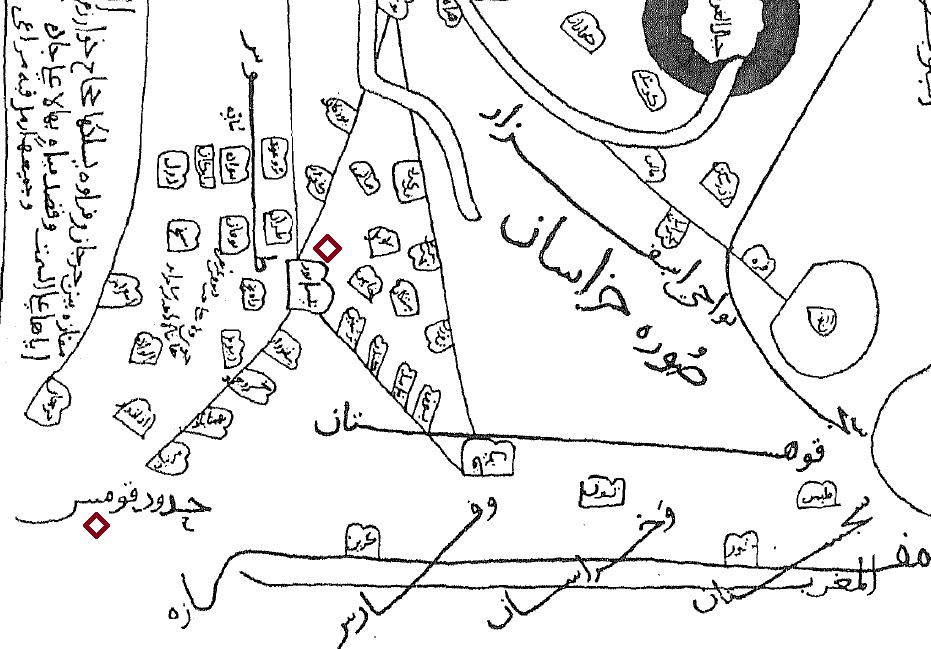
نام بوژگان بر روی نقشه ابن حوقل در کتاب صورة الارض در قرن چهارم هجری

بوژگان شهری باستانی که مرکز ولایت جام، ربع نیشابور، خراسان بوده است. شهر تاریخی بوژگان، در تاریخ ۲۳ مردادماه ۱۳۷۸ با شمارهٔ ثبت ۲۳۶۲ به‌عنوان یکی از آثار ملی ایران به ثبت رسیده است.

## مشاهیر
- ابوالوفای بوزجانی
- ابوذر بوزجانی
- درویش علی بوزجانی
- ابوسعید بوزجانی
- ابوزراعه بوزجانی

## آثار تاریخی
- آرامگاه ابوذر بوزجانی